# 알 피트렐리
알 피트렐리(Al Pitrelli, 1962년 9월 26일 ~ )는 록밴드 메가데스, 앨리스 쿠퍼의 기타리스트이다. 

## 초기 (1982-1995)
피트렐리는 1980년대 초 보스턴의 버클리 음대를 다니며 드림 씨어터의 키보디스트였던 데렉 쉐너리언(Derek Sherinian) 과 룸메이트이기도 했다. 둘은 같이 앨리스 쿠퍼의 밴드에서 활동을 하기도 하였으며 피트렐리는 이후 맨하탄에서 기타 강습을 하기도 하였다. 그의 첫번째 메이저 공연은 마이클 볼튼과의 공연이었다. 그는 특히 앨리스 쿠퍼의 후기 명반 "Trash" 세계투어에서 음악 감독까지 하며 경험을 쌓았고 이후에는 트위스티드 시스터즈의 디 스나이더의 밴드와도 활동을 함께 했다. 1992-94까지 아시아에 머물면서 2장의 앨범을 발매하였다.

## 사바타지 (1995-2000)
1995년 피트렐리는 프로그래시브 락밴드 사바타지에 합류하였으며 컨셉트 앨범 Dead Winter Dead를 발표하였고 이 앨범에 실렸던 트랙 Christmas Eve (Sarajevo 12/24)가 갑작스레 크리스마스때 빅 히트를 치면서 이후 리더 존 올리바의 또다른 프로젝트인 트랜스 시베리안 오케스트라(TSO)에삽입이 되면서 이 프로젝트는 세계적인 성공가도를 달리게 된다. 이때 피트렐리는 함께 투어를 돌며 음악활동을 하게 된다. 이후 사바타지와는 1997년도에 "The Wake of Magellan"을 발매하였고 2001년작 "Poets and Madman"에서는 몇곡에 리드기타를 맡기도 했다. 

## 트랜스 시베리안 오케스트라 (1995- )
피트렐리는 TSO의 핵심 멤버였으며 메인 기타리스트이자 음악 감독으로 활동하고 있다. 특히 프로그래시브 스타일로 밴드를 이끌고 있으며 성공적인 프로젝트로 사랑받고 있다. 

## 메가데스(2000-2002)
피트렐리는 마티 프리드먼이 떠난 메가데스의 기타리스트로 발탁되면서 앨범작업과 투어를 함께 하게 된다. 이때 앨리스 쿠퍼밴드 시절에 함께 했던 드러머 지미 드라그소와 다시금 마나게 된다. 그는 2001년 메가데스의 9번째 스튜디오 앨범 "The World Needs a Hero"를 발매하였고 이후 2002년 발표 된 라이브 앨범 "Rude Awakening" 앨범 및 DVD까지 함께 하게 된다. 이후 메가데스의 리더 데이브 머스테인의 부상등으로 밴드가 어수선해지자 피트렐리는 다시 사바타지로 복귀하고 트랜스 시베리안 오케스트라에 복귀하게 된다.